# Diatractium ingae
Diatractium ingae är en svampart som först beskrevs av Rehm, och fick sitt nu gällande namn av Syd. & P. Syd. 1921. Diatractium ingae ingår i släktet Diatractium, ordningen Diaporthales, klassen Sordariomycetes, divisionen sporsäcksvampar och riket svampar.   Inga underarter finns listade i Catalogue of Life.